# Gondolat (folyóirat)
A Gondolat 1935 és 1937 között megjelent irodalmi és tudományos folyóirat, a Kommunisták Magyarországi Pártja (KMP) legális kiadványa.
A KMP a lapot az antifasiszta összefogás és harc, a népfrontpolitika sajtóorgánumának szánta. Ennek megfelelően beszélte rá Sándor Pál és Madzsar József a lapalapítást fontolgató Nágel Lajost. (A lap címét is Nágel adta.)
Első szerkesztője 1935-ben Nemes Lajos (Nágel Lajos álneve), a II. évfolyam 1. számé Déry Tibor és Vértes György, majd 1937. novemberi letartóztatásáig Vértes György volt.
Nágelnak sikerült a korabeli kifejezéssel haladó polgári és baloldali népi írókat is megnyernie a lap számára. Köztük olyan írókat, költőket, mint Bálint György, Darvas József, Déry Tibor, Gelléri Andor Endre, Illyés Gyula, József Attila, Mód Aladár, Molnár Erik, Pálóczi Horváth György, Radnóti Miklós, Rideg Sándor, Sárközi György, Zelk Zoltán és mások. De emigrációban élő kommunisták is írtak a lapba. A politikai rendőrség kezdettől „aggályos irányzatúnak” értékelte a lapot, munkatársait megfigyelték. A Gondolat jelentős szerepet játszott a Márciusi Front létrejöttében és támogatásában. A lap Vértes 1937. novemberi letartóztatása következtében szűnt meg.